# Le Provençal
Le Provençal è stato un quotidiano francese fondato a Marsiglia nel 1944.

## Storia
La testata trae origine dallo storico Le Petit Provençal, quotidiano fondato nel 1880 da Geoffroy Velten e storicamente su posizioni socialiste.
Nell'agosto 1944, durante la liberazione di Marsiglia, la sede del Petit Provençal fu occupata dai partigiani della FFI i quali poi provvidero a lasciare il giornale letteralmente nelle mani del dirigente partigiano Gaston Defferre "Brutus". Questi semplicemente acquisì la maggioranza delle quote, spartendosele con la moglie, e cambiando il nome della testata in Le Provençal.
Il giornale, che aveva mantenuto le tradizionali posizioni socialiste, divenne uno dei principali strumenti per la scalata al potere di Defferre, dal 1953 sindaco di Marsiglia. Nel corso dei decenni successivi Le Provençal, rimasto saldamente nelle mani di Defferre, continuò a mantenere una linea editoriale strettamente vincolata al suo editore, garantendogli così il dominio incontrastato della politica marsigliese sino al 1986, anno della sua morte.
Nel 1997 Le Provençal si fuse con Le Méridional e diede vita al nuovo quotidiano La Provence.
| Controllo di autorità | VIAF (EN) 182345044 · BNF (FR) cb122871561 (data) |